# Bataille de Fontenay-le-Comte (25 mai 1793)
Pour les articles homonymes, voir Siège ou bataille de Fontenay-le-Comte.
Guerre de Vendée
Batailles
La deuxième bataille de Fontenay-le-Comte a lieu le 25 mai 1793 lors de la guerre de Vendée. Elle s'achève par la victoire des Vendéens qui s'emparent de la ville de Fontenay-le-Comte.

## Prélude
Après avoir repoussé les Vendéens à la bataille du 16 mai, les républicains de Fontenay-le-Comte pensent avoir remporté une victoire décisive,. Le 19 mai, 2 000 hommes commandés par Bretonville, un officier de Sandoz, reprennent Parthenay. Le 20 mai, sur ordre de Beaufranchet d'Ayat, le général Chalbos reprend La Châtaigneraie avec 7 000 fantassins, 250 cavaliers et neuf canons,, mettant facilement en fuite les quelque 300 insurgés encore présents dans le bourg,. Cependant d'Ayat lui retire bientôt 2 500 hommes qui partent renforcer les postes de La Mothe-Achard, de Sainte-Hermine et de Luçon,. D'Ayat annonce alors qu'il se tient sur la défensive et qu'il attend les instructions du Comité de salut public.
Mais dès le 17 mai, les chefs vendéens décident de rassembler leurs forces et de repartir à l'assaut de Fontenay-le-Comte. Le 21, les Angevins de Cathelineau et Stofflet se rassemblent à Cholet, tandis que les Poitevins de Lescure et La Rochejaquelein se réunissent à Châtillon-sur-Sèvre et à Pouzauges. Le 22, ils se mettent en route. Bonchamps sort à son tour de Cholet le 23 mai et rejoint le reste de l'armée à Saint-Pierre-du-Chemin le 24. Royrand, le chef de l'armée du Centre, envoie également 4 000 hommes depuis Chantonnay, commandés par Béjarry et Verteuil,.
À La Châtaigneraie, Chalbos apprend l'arrivée des Vendéens le 24 mai à 6 heures du soir et donne aussitôt l'ordre de la retraite,,,. Il quitte le bourg à 10 heures du soir et arrive à Fontenay le lendemain, à 5 heures du matin,,.
Le 25 mai, les forces vendéennes, désormais réunies, se remettent en marche. Après avoir assisté à une messe au petit matin, les insurgés chantent des cantiques et des litanies ou récitent leur chapelet tout au long du chemin, tandis que Cathelineau marche en tenant en main une grande croix plaquée d'argent. Les Vendéens traversent La Châtaigneraie sans s'y arrêter et se portent sur Fontenay-le-Comte,.

## Forces en présence
Les Vendéens sont bien plus nombreux que lors de la bataille du 16 mai. Selon la marquise Victoire de Donnissan de La Rochejaquelein, ils sont désormais près de 40 000,. Dans son rapport, le général Chalbos estime les forces insurgées à 30 000. Du côté des historiens, Berthre de Bourniseaux avance 15 000 hommes, Benjamin Fillon parle de 20 000 à 25 000 Vendéens, Roger Dupuy de 20 000, Émile Gabory de 30 000 à 40 000, Yves Gras de 25 000, Jean Tabeur de 30 000 à 40 000 et l'historien Jean-Clément Martin de sans doute 30 000 à 35 000 insurgés. Ces derniers n'ont comme artillerie que cinq, six, ou sept canons, selon les sources. 
L'armée républicaine compte quant à elle 5 500 hommes selon le rapport du général Chalbos rédigé le 27 mai,. La marquise de La Rochejaquelein évoque 10 000 hommes chez les « Bleus ». Pour Benjamin Fillon, les républicains ont 6 000 hommes de troupes réglées et 400 gardes nationaux,,. Pour Jean-Clément Martin, les patriotes sont peut-être 4 000 à 5 000 et pour Yves Gras 6 000. Les forces républicaines sont composées entre autres des chasseurs à cheval de la Gironde, du 13e régiment de chasseurs à cheval, de la compagnie franche de Toulouse, du 4e bataillon de volontaires de l'Hérault et du bataillon du Midi. Elles disposent également de 37 canons. Les généraux d'Ayat, Chalbos et Nouvion sont présents,, ainsi que trois représentants en mission : Jacques Garnier dit « Garnier de Saintes », Jean-François Goupilleau dit « Goupilleau de Fontenay » et Philippe-Charles-Aimé Goupilleau dit « Goupilleau de Montaigu »,,.
L'armée vendéenne est bien plus nombreuse, mais après sa déroute à la bataille du 16 mai, ses combattants n'ont presque plus de munitions,. Seuls les hommes de Bonchamps, qui n'avaient pas pris part à l'affrontement, sont encore bien pourvus,. Le terrain dégagé est également à l'avantage des républicains.

## Déroulement
À Fontenay, l'arrivée de l'armée vendéenne est annoncée le matin à 11 heures, à la surprise des républicains qui ne les attendaient pas si tôt,,. À midi, sous une forte chaleur, l'armée insurgée débouche dans le plaine de Fontenay en chantant le Vexilla Regis. 
Côté républicain, Jean-Baptiste Nouvion commande le centre en s'appuyant sur les redoutes des moulins de Morienne. Alexis Chalbos dirige le flanc gauche, à la Croix-du-Champ et Beaufranchet d'Ayat le flanc droit, à Charzais,. Le gros de l'artillerie est déployé sur la plaine et une batterie est établie au clos de Haute-Roche.
Côté vendéen, Lescure commande l'aile gauche, où son flanc est couvert par la rivière de la Vendée. Cathelineau, Stofflet et Duhoux de Hauterive, qui remplace d'Elbée, blessé à la bataille du 16 mai, sont au centre. À droite, Bonchamps fait face à Chalbos, et déploie ses troupes en ordre oblique,,, jusqu'à la forêt de Baguenard. La cavalerie, avec à sa tête Dommaigné, La Rochejaquelein, Sapinaud et Beaurepaire, est en réserve. Marigny dirige l'artillerie. Deux colonnes sont également chargées de contourner la ville : l'une par l'ouest, l'autre à l'est, par la Balingue. Les chefs vendéens haranguent leurs hommes en les engageant à aller chercher les munitions qui leur manquent chez les républicains et en promettent une récompense de 100 écus pour celui qui s'emparera de la Marie-Jeanne.
La bataille s'engage à 1 heure de l'après-midi, sur les mêmes lieux que celle du 16 mai. L'artillerie vendéenne tire quelques coups mais se retrouve rapidement à court de munitions. L'artillerie républicaine est mieux pourvue, mais les Vendéens se mettent à plat ventre à chaque décharge, avant de se relever pour poursuivre leur avancée,.
Sur la gauche, Chalbos tente de tourner les forces de Bonchamps avec les chasseurs de la Gironde, mais le feu des insurgés les repousse. Chalbos donne alors l'ordre aux gendarmes à cheval de charger, mais seuls quelques-uns d'entre eux s'élancent réellement,,. Les autres s'enfuient et jettent la confusion parmi les fantassins,,,. Le centre des républicains s'effondre en premier, malgré une bonne résistance du bataillon du Midi,. La cavalerie vendéenne s'élance et disloque l'aile gauche des républicains qui est la dernière à céder,,. 
Les officiers et les représentants en mission tentent de rallier les fuyards, mais Goupilleau de Montaigu est blessé d'un coup de baïonnette par un soldat qu'il essayait d'empêcher de fuir,,. À pied, le représentant Garnier de Saintes manque d'être capturé et est sauvé par un gendarme qui lui offre son cheval.
Les républicains se replient vers l'intérieur de la ville, suivis par les Vendéens,. Les forces de Lescure et Bonchamps sont les premières à pénétrer dans Fontenay, par le nord,. Deux colonnes d'insurgés entrent également dans la ville par le sud-est et le sud-ouest après l'avoir contournée : la première en passant par la Balingue pour couper la route de Niort,, et la seconde, commandée par Verteuil et Béjarry, en passant par la route d'Auzay, les hauteurs de Terre-Neuve et le port de Gros-Noyer. Environ 3 000 républicains se retrouvent cernés et se rendent, les autres s'enfuient sur Niort ou sur Marans,,. Bonchamps est cependant blessé par un soldat républicain qui avait fait semblant de déposer les armes,,,,. Ce dernier est aussitôt massacré, ainsi que plusieurs autres patriotes ayant eu le malheur de se trouver au même endroit. 
De son côté, Lescure s'empare des prisons et délivre les 240 combattants vendéens faits prisonniers au combat du 16 mai,,,, ainsi que plus de 200 autres captifs, suspects ou parents d'émigrés, dont l'ancien chef d'escadre Charles Sochet des Touches.
D'Ayat et Nouvion se mettent à la tête de quelques gendarmes pour faire face à la cavalerie vendéenne et couvrir la retraite de l'armée par la route de Niort,,. Ils parviennent à protéger la fuite de quelques canons. Un groupe de cavaliers royalistes menés par un chef nommé Forest parvient cependant à reprendre la Marie-Jeanne après un combat contre des gendarmes près du villages des Granges, au sud-est de Fontenay,,,. Selon les représentants en mission, seulement 700 à 800 soldats républicains parviennent à Niort,. D'autres se réfugient à Marans et d'autres encore désertent.
À 2 heures et demi de l'après-midi, les Vendéens sont entièrement maîtres de la ville. La bataille a duré à peine une heure,,,.

## Pertes
Les pertes vendéennes sont faibles,. Dans une lettre adressée le 29 mai 1793 à William Bulkeley, Louis Sapinaud de La Verrie écrit que l'armée déplore 17 morts et 65 blessés,. Selon la marquise de La Rochejaquelein, les Vendéens perdent « fort peu de monde ».
Du côté des républicains, la marquise de La Rochejaquelein affirme que 700 Bleus ont été tués lors de la bataille, dont 60 massacrés après la blessure de Bonchamps, et que 3 000 à 4 000 ont été faits prisonniers. Selon Marie de Scépeaux, marquise de Bonchamps et épouse de Charles de Bonchamps, les républicains laissent 1 800 hommes tués ou blessés et 3 000 prisonniers. Pour Sapinaud de La Verrie, les républicains ont perdu 800 hommes et ont laissé 3 250 prisonniers. L'abbé Félix Deniau parle quant à lui de 1 800 républicains tués ou blessés. Pour les historiens Émile Gabory et Yves Gras, les pertes des patriotes sont plutôt de 70 tués,. De même pour Benjamin Fillon, les pertes des forces républicaines données par les auteurs royalistes sont exagérées. D'après le compte original des fossoyeurs, qui enterrèrent les corps en présence du maire Biaille-Germon et du citoyen Brunetière, le nombre des républicains tués est précisément de 64,. Dans son rapport au ministre de la Guerre, le commissaire ordonnateur de l'armée fait également mention de 115 blessés qui sont respectés à l'hôpital,. Cyprien Delon, lieutenant-colonel en second du 4e bataillon de volontaires de l'Hérault, affirme quant à lui que les pertes de son bataillon sont de 40 morts et 105 prisonniers, cependant les registres du corps donnent un bilan deux fois inférieur.
Environ 3 000 républicains sont faits prisonniers,,. Les Vendéens saisissent également 30,,,, à 40 canons, 5 000 fusils,,,, des drapeaux, et 900 000 francs en assignats,.

## Conséquences

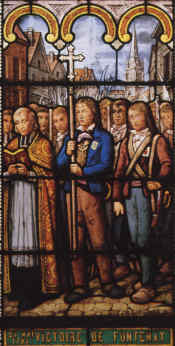
Cathelineau à Fontenay-le-Comte, vitrail de l'église du Pin-en-Mauges réalisée par Jean Clamens, 1897.

Le soir de la bataille, les Vendéens vident les caves et se jettent sur toutes les bouteilles de vins pour célébrer leur victoire,. Les papiers publics et l'arbre de la liberté sont brûlés. Des pillages sont commis,,, même si les dégâts demeurent assez limités. Les insurgés font des fouilles dans les maisons particulières et s'emparent des vêtements qu'ils trouvent,. Ils pillent particulièrement les boutiques des chapeliers, les épiceries et les armureries,. Les marchands s'en plaignent auprès des généraux royalistes qui délivrent en dédommagement des billets payables à la paix.
Le 26 mai, les chefs vendéens tiennent un premier conseil de guerre. Certains d'entre-eux, dont Bonchamps, sont favorables à poursuivre la marche pour attaquer Niort, puis les ports de La Rochelle ou de Rochefort afin de prendre ensuite contact avec les Anglais,. 
Niort ne compte alors pour sa défense que 1 200 hommes. D'autres chefs préconisent de marcher sur Les Sables-d'Olonne,,. Aucun plan de campagne n'est établi, mais les généraux s'accordent pour la création d'un Conseil supérieur de la Vendée chargé d'administer les territoires insurgés,,. Son siège est établi à Châtillon-sur-Sèvre. Stofflet est également nommé commandant de Fontenay-le-Comte,,.
Le même jour, une messe est célébrée à l'église Notre-Dame de Fontenay-le-Comte par l'abbé Barbotin et un Te Deum est chanté pour célébrer la victoire,. Cathelineau marche en tête, sa croix en mains. Les corps des Vendéens tués au combat sont enterrés à cette occasion.
Le 27 mai, Cathelineau et Stofflet visitent l'hôpital et font donner des passeports aux blessés pour qu'ils puissent regagner leurs pays. Une « Adresse aux Français »,,, rédigée par l'abbé Bernier et des Essarts est proclamée et affichée,. Les généraux vendéens publient également divers arrêtés interdisant les pillages et ordonnant aux habitants de livrer leurs armes sous peine d'amendes ou de peines corporelles,,. Dans la nuit, pour reprendre en mains leurs hommes, les chefs sonnent l'alarme pour faire croire à un retour des républicains et mettent leurs troupes en bataille.
Dans la nuit du 27 au 28, les généraux vendéens tiennent un deuxième conseil de guerre. Ils ont appris l'arrivée de renforts républicains à Niort, estimés à 10 000, et jugent que leurs forces sont désormais insuffisantes pour poursuivre l'offensive. Comme à leur habitude, les paysans se sont en grande partie débandés après leur victoire et ont regagné leurs foyers. Redoutant de plus une attaque du côté de Saumur, les généraux vendéens abandonnent l'idée de marcher sur Niort et décident d'abandonner Fontenay-le-Comte. Le général républicain Biron, nommé à la tête de l'Armée des côtes de La Rochelle, arrive à Niort le 28 mai.
Le 28 mai, à midi, l'armée vendéenne commence l'évacuation de la ville,,,,. Le même jour, les prisonniers républicains sont rassemblés dans une grande prairie,. Ils prêtent le serment de ne « jamais reprendre les armes contre le roi, la religion catholique, apostolique et romaine » et sont pour la plupart remis en liberté,,,,. Sur proposition de Donnissan,, leurs cheveux sont tondus afin qu'ils puissent être reconnus s'ils devaient être repris,,,,,. Les prisonniers reçoivent des passeports, mais sont prévenus qu'ils seront fusillés s'ils devaient être repris les armes à la main, en violation de leur serment. Des exemplaires de l'« Adresse aux Français » leur sont également remis afin d'être diffusés,.
Les Vendéens emmènent avec eux un millier de prisonniers, dont les administrateurs Cavoleau, Beurrey-Châteauroux et Pervinquière, mais ils les libèrent à La Châtaigneraie et La Forêt-sur-Sèvre au bout de quelques jours,,. Seuls 300 hommes, en majorité des Toulousains, sont conduits jusqu'à Châtillon-sur-Sèvre,. Les blessés, dont Bonchamps, sont également évacués.  
Le 28 mai, à 9 heures du soir, les généraux royalistes convoquent les habitants à l'hôpital-général Saint-Louis pour former un comité provisoire chargé d'administrer la ville et de remplacer la municipalité,. Dix hommes sont élus et leurs nominations sont approuvées. 
Le 30 mai, Fontenay est évacuée par les dernières troupes vendéennes,,,. La ville continue cependant d'être administrée pendant plus d'un mois par le comité provisoire royaliste. Finalement, sur ordre des représentants en mission, André Mercier du Rocher prend la tête d'un détachement et fait arrêter cinq administrateurs le 11 juillet, tandis que les autres se réfugient en territoire insurgé. Les prisonniers sont conduits à Paris, mais, défendus par le représentant Goupilleau de Montaigu et les habitants de Fontenay, ils sont acquittés le 8 août par le Tribunal révolutionnaire. L'armée républicaine reprend possession de Fontenay le 19 août et réinstalle la municipalité.